# Umbrelă nucleară
Conceptul de umbrelă nucleară se referă la cooperarea militară între cel puțin două țări în care un stat dotat cu armament nuclear este de acord să folosească aceste arme nucleare pentru a proteja un alt stat care nu posedă armat nenuclear. Un acord diferă de o alianță în care unele state posedă arme nucleare și altele nu. Într-un acord de umbrelă nucleară, statele trebuie „să consimtă sau să achieseze la posibila utilizare a armelor nucleare în apărarea lor”. O umbrelă nucleară există atunci când:
1) un stat dotat cu arme nucleare se obligă să garanteze securitatea unui stat ce nu posedă armament nuclear și
2) atât statul care oferă cât și cel care acceptă această garanție de securitate au declarat oficial că, pentru a îndeplini această obligație, ar putea fi folosite armele nucleare.
O umbrelă nucleară este în general stabilită prin angajamente politice, mai degrabă decât prin tratate de securitate obligatorii din punct de vedere juridic.
Umbrela nucleară americană are două componente importante:
- 1) staționarea capabilităților nucleare americane pe continentul european și
- 2) contribuția unor state europene membre NATO cu platforme aeriene cu dublă utilizare (Belgia, Germania, Grecia, Italia, Olanda și Turcia), prin care forțele lor aeriene sunt pregătite să transporte și utilizeze încărcături nucleare americane în caz de război. Participarea statelor europene se face în baza unor acorduri bilaterale încheiate cu partea americană în primele decenii postbelice sub forma concretă.